# Aurelio Gatti
Aurelio Gatti, detto il Soiaro (Cremona, 1556 – Piacenza, 25 febbraio 1602), è stato un pittore italiano del tardo rinascimento.

## Biografia

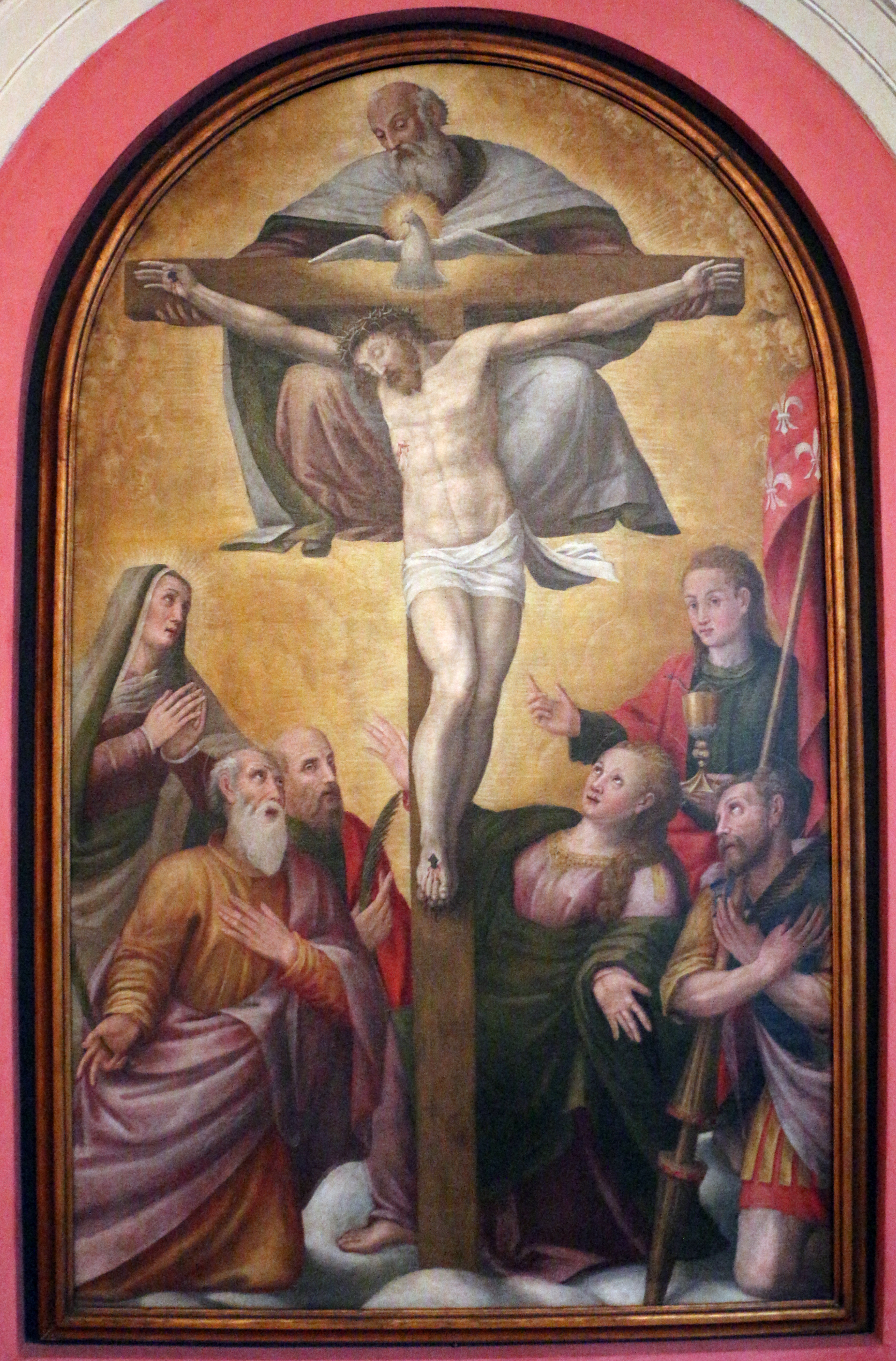
Trinità e santi, 1580-1600 circa (Cremona), cappella di Cortenuova

Aurelio Gatti era figlio d'arte, nacque dal più famoso Bernardino e da Ippolita Zenebelli. Ereditò dal padre non solo la professione artistica, ma anche il soprannomeSojaro che veniva dall'attività di bottaio del nonno, attività che in dialetto porta al soprannome. Iniziò la collaborazione con il padre a Parma. La sua attività è da considerarsi tra quelle più importanti del tempo fra il padre e Carlo Urbino dal 1585 e i primi anni del XVII secolo, sul territorio di Cremona e Crema. 
Gli furono commissionate in giovane età, dopo che aveva affrescato cappelle minori, le decorazioni decentius delle cappelle del santuario di Santa Maria della Croce di Crema, lavori che erano stati già iniziati da altri artisti ma che il vescovo di Bergamo Gerolamo Ragazzoni, nella sua visita pastorale chiese che fossero ultimate secondo sua precise disposizioni. Questo fu sicuramente per il giovane Sojaro un importante punto di partenza, diventando specializzato in questo tipo di affreschi dedicati ai misteri del rosario. Le commissioni venivano ordinate da deputati laici, o comunque qualsiasi commissione doveva poi essere confermata dai tre deputati.
Molte sono le sue opere eseguite a Crema, Romano di Lombardia, e Soncino dove per un certo tempo mantenne la sua residenza.
Morì improvvisamente all'età di 46 anni a Piacenza dove fu inumato nella chiesa del Santo Sepolcro. Il figlio Nunzio proseguì l'attività paterna.

## Opere
iuxta accordium factum inter ipsum unum Aurelium et dominos
fabricerios per buletam dieij 26 octobris 1585 et 2 novembris dicti
anni»
(Liber computorum oblatorum et elemosinarum Sa.tae Mariae Crucis 1585)
- Natività,Adorazione dei Magi e Deposizione dalla Croce per le omonime cappelle della Santuario di Santa Maria della Croce Crema, 1575;
- Trittico del crocifisso chiesa di San Defendente, Romano di Lombardia, 1587;[2]
- Crocifisso cappella Cortenova Cremona;
- Ciclo del santo Rosario: Misteri Gaudiosi, cinque Dolorosi e, cinque Gloriosichiesa di Santa Maria Purificata Offanengo;[3]
- Madonna del Rosario col Bambino, San Domenico, un Vescovo e devoti Accademia Tadini, di Lovere;
- Misteri del Rosario chiesa di San Defendente a Romano di Lombardia;

Il Liber computorum oblatorum et elemosinarum Sa.tae Mariae Crucisa. conservato nell'archivio dell'Ospedale Maggiore di Crema, riporta il pagamento di alcune commissioni nel biennio 1585-86 per lavori di doratura della cappella del duomo di Crema dell'Adorazione dei Magi.